# Maurice Chevron
Pour les articles homonymes, voir Chevron.
 (décembre 2021).
La mise en forme du texte ne suit pas les recommandations de Wikipédia : il faut le « wikifier ».
Les points d'amélioration suivants sont les cas les plus fréquents :
- Les titres sont pré-formatés par le logiciel. Ils ne sont ni en capitales, ni en gras.
- Le texte ne doit pas être écrit en capitales (les noms de famille non plus), ni en gras, ni en italique, ni en « petit »…
- Le gras n'est utilisé que pour surligner le titre de l'article dans l'introduction, une seule fois.
- L'italique est rarement utilisé : mots en langue étrangère, titres d'œuvres, noms de bateaux, etc.
- Les citations ne sont pas en italique mais en corps de texte normal. Elles sont entourées par des guillemets français : « et ».
- Les listes à puces sont à éviter, des paragraphes rédigés étant largement préférés. Les tableaux sont à réserver à la présentation de données structurées (résultats, etc.).
- Les appels de note de bas de page (petits chiffres en exposant, introduits par l'outil «  Source ») sont à placer entre la fin de phrase et le point final[comme ça].
- Les liens internes (vers d'autres articles de Wikipédia) sont à choisir avec parcimonie. Créez des liens vers des articles approfondissant le sujet. Les termes génériques sans rapport avec le sujet sont à éviter, ainsi que les répétitions de liens vers un même terme.
- Les liens externes sont à placer uniquement dans une section « Liens externes », à la fin de l'article. Ces liens sont à choisir avec parcimonie suivant les règles définies. Si un lien sert de source à l'article, son insertion dans le texte est à faire par les notes de bas de page.
- La présentation des références doit suivre les conventions bibliographiques. Il est recommandé d'utiliser les modèles {{Ouvrage}}, {{Chapitre}}, {{Article}}, {{Lien web}} et/ou {{Bibliographie}}. Le mode d'édition visuel peut mettre en forme automatiquement les références.
- Insérer une infobox (cadre d'informations à droite) n'est pas obligatoire pour parachever la mise en page.

Pour une aide détaillée, merci de consulter Aide:Wikification.
Si vous pensez que ces points ont été résolus, vous pouvez retirer ce bandeau et améliorer la mise en forme d'un autre article.
 (décembre 2021).
Maurice Chevron, né à Paris 3e le 9 mars 1887 et mort à Paris 16e le 9 août 1952, est un parfumeur français des années 1920 aux années 1940, pionnier dans la création de parfums de synthèse.

## Biographie
En 1901, il était entré comme apprenti aux Etablissements DARTHAIL à Asnières. En 1904, il part en Ecosse, puis en Allemagne pour se perfectionner en parfumerie, savonnerie et cosmétique et apprendre les langues.
En 1906, Fred Firmenich, alors directeur de Chuit, Naef & Cie, avait rencontré ce jeune Français alors âgé de 19 ans qui y poursuivait sa formation de parfumeur. Il avait été impressionné par son talent, son enthousiasme, son goût du travail.
Maurice est surpris à Hambourg par la déclaration de guerre en 1914 et aussitôt interné à Holzminden, en Basse-Saxe. En 1916, CHEVRON obtient d'être transféré en Suisse au camp d'internement de Spiez, mais l'inactivité lui pèse: c'est contre sa nature. Par l'entremise du Comité international de la Croix-Rouge (CICR), il obtient le poste de délégué à Bâle de la «Fédération Nationale Française d’Assistance aux prisonniers de guerre militaires et civils». Dans ce poste, il montre de si bonnes qualités d'administrateur qu'en 1919 il reçoit de nombreux témoignages d'admiration et de reconnaissance des dirigeants de la Fédération et du Ministère de la guerre. On le proposera pour une décoration qu’il refusera.
En 1920, il devient directeur, à Paris, des Établissements Chuit, Naef & Cie, qui, plus tard, deviennent la Société Firmenich & Cie.
Or, dès 1920, une tendance nouvelle apparaissait sur le marché de la parfumerie : la diversification de la haute couture vers la parfumerie. Parmi les couturiers qui furent des précurseurs, citons Charles Frederick Worth, Paul Poiret, Coco Chanel, Jeanne Lanvin, Jean Patou.
La Fédération voudrait conserver sa collaboration quelques mois encore. Mais lui veut rentrer en France et retrouver le métier qu'il aime. Fred Firmenich lui propose alors la succession de M. BEROU et la représentation exclusive des produits de NAEF & Cie en France, ce qu'il accepte avec enthousiasme. Il fonde sa société et prend ses quartiers au 11 de la rue Vézelay à Paris.
Maurice est un travailleur infatigable, passionné par son métier. Il est un fin parfumeur, un «grand nez» combiné avec un excellent talent de vendeur. Il sait convaincre et peut donner à ses clients des conseils techniques de première valeur. Avec ses multiples créations, il enrichira considérablement la collection des produits NAEF. Il l'étendra en particulier vers des produits plus élaborés qui intéresseront l'une ou l'autre maison de parfumerie ou de haute couture. Ses nouvelles compositions permettront d'attaquer les savonniers avec plus d'efficacité et de chance de réussite en France, et partout ailleurs dans le monde.
Maurice CHEVRON, en plus de son travail de la semaine, passe tous les dimanches matin à composer, rue Vézelay, devant sa balance, placée sur une très haute console, adaptée à sa taille (il mesure plus de 1,90 m). Il n'a pas de laborantine et fait tous ses mélanges lui-même. Chaque semaine, il crée de nouvelles compositions.
C'est l'époque particulièrement brillante de la grande parfumerie parisienne qui lance alors ses extraits les plus prestigieux dont beaucoup occupent aujourd'hui encore une place importante sur le marché mondial. «Chanel 5», «Shalimar» de GUERLAIN, «Arpège» de LANVIN, «Soir de Paris» de BOURJOIS, «Emeraude» de COTY, «Nuit de Noël» de CARON, «Crêpe de Chine» de MILLOT. Il faut démontrer aux parfumeurs de ces maisons l'apport bénéfique, original et enrichissant des spécialités CNC. Ils en font usage avec succès.
D'autres maisons recherchent des produits plus élaborés et c'est là que Maurice Chevron montre tout son talent. Chez Jean Patou, par exemple, bien qu'il y ait un excellent parfumeur, Henri Almeras, Maurice CHEVRON réussit à faire adopter trois compositions CNe. Le choix chez PATOU a lieu in vivo. Les parfums sont essayés et flairés sur de ravissants mannequins généreusement dénudés. Il n'est pas surprenant que les compositions ainsi choisies soient successivement commercialisées sous les appellations «Amour Amour», «Moment suprême» et enfin «Joy».
Les grandes maisons ne voulaient à aucune condition que leur utilisation de parfums synthétiques soit connue. C'est la raison pour laquelle les fabricants de parfums  ont vécu dans l'ombre pendant de très nombreuses années et étaient pratiquement inconnues du public.
En août 1937, ils formèrent la société FIRMENICH & Cie, Paris. Maurice CHEVRON en devint le directeur général et on conserva les mêmes locaux à la rue Vézelay, où il restera jusqu'à ce que la mort le terrasse brutalement en 1952, quelques mois avant son ami Fred Firmenich.